# Tranvía del Este

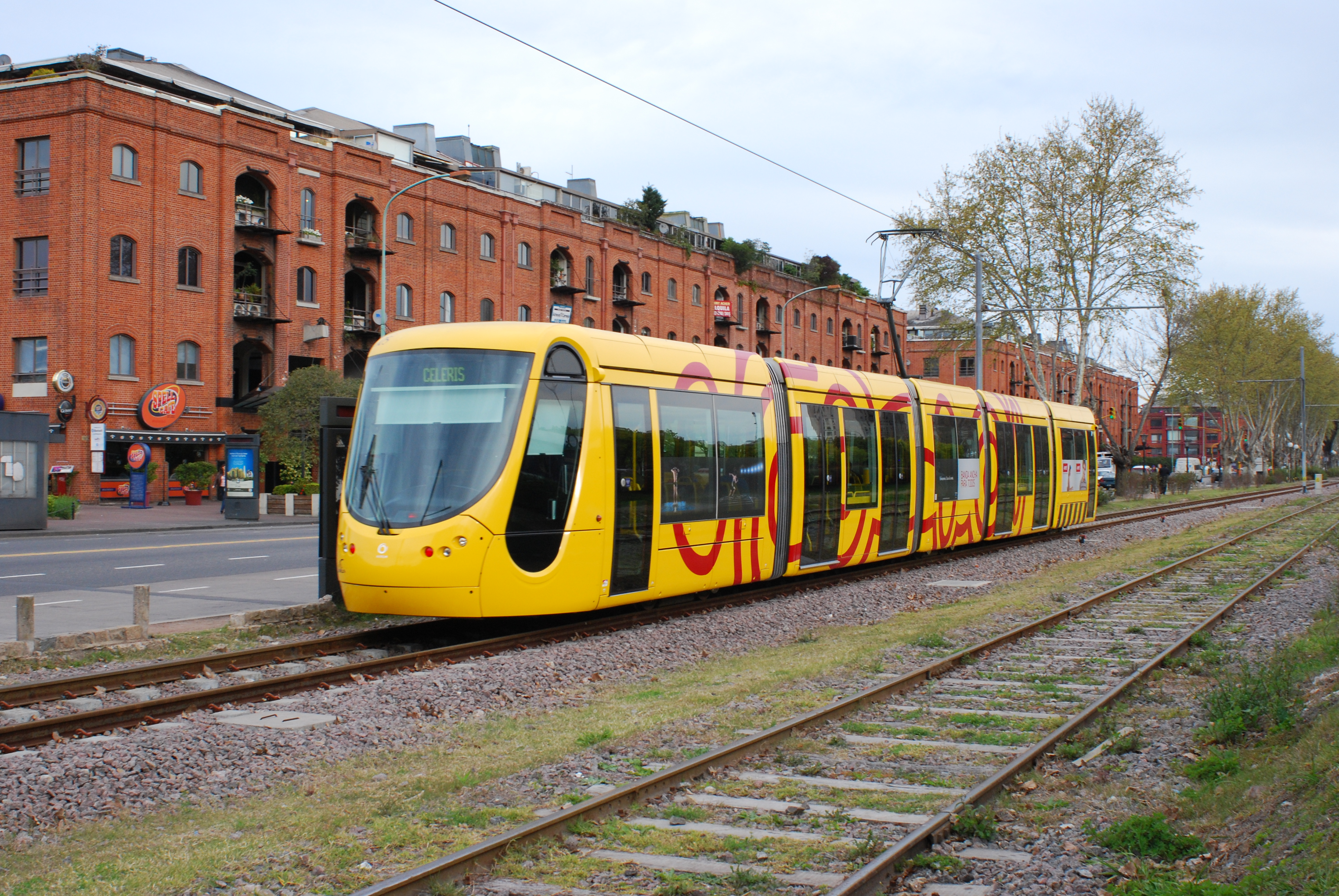
Tranvía del Este

Der Tranvía del Este (Straßenbahn des Ostens) war eine rund zwei Kilometer lange normalspurige Straßenbahnstrecke in Puerto Madero, einem Stadtviertel der argentinischen Hauptstadt Buenos Aires.
Die Linie wurde am 25. Juli 2007 eröffnet. Sie verlief eingleisig zwischen der Straße Avenida Alicia Moreau de Justo und der breitspurigen, nur im Güterverkehr genutzten Verbindungsbahn R-43 von der Avenida Independencia bis zur Avenida Córdoba und wies vier Zugangsstellen auf. An der Avenida Belgrano existierte ein Kreuzungsbahnhof mit Inselbahnsteig, damit war ein Betrieb mit zwei Zugeinheiten möglich. Es gab Pläne für eine zwei Kilometer lange Erweiterung nach Norden zu den Bahnhöfen von Retiro und nach Süden um fünf Kilometer zur Fußgängerzone Caminito im Stadtviertel La Boca. Weitere Vorschläge schlossen Verbindungen zu den Bahnhöfen Plaza Constitución der Linea Roca und Buenos Aires der Línea Belgrano Sur ein.
Alle Erweiterungspläne werden inzwischen nicht mehr weiter verfolgt. Am 10. Oktober 2012 wurde die Strecke stillgelegt. In der Zeit vor der Stilllegung verkehrte nur noch ein Citadis-Wagen aus Madrid im 40-Minuten-Takt. Erst im September 2016 wurde der letzte Triebwagen in die Werkstatt der Premetro überführt und die Strecke anschließend abgebaut. Das freigewordene Gelände wurde für den Bau des Paseo del Bajo, einer in einem Betontrog verlaufenden, vierspurigen Schnellstraße, genutzt.